# Rodenrijs (stacja metra)
Rodenrijs – stacja metra w Rotterdamie, położona na linii  E (niebieskiej). Została otwarta 10 września 2010. Stacja znajduje się w gminie Berkel en Rodenrijs i jest również stacją w systemie kolei RandstadRail, łączącej Rotterdam z Hagą.